# 15399 Hudec
15399 Hudec eller 1997 VE är en asteroid i huvudbältet som upptäcktes den 2 november 1997 av de båda tjeckiska astronomerna Miloš Tichý och Jana Tichá vid Kleť-observatoriet. Den är uppkallad efter astronomen René Hudec.